# Покрайнините на Париж
„Покрайнините на Париж“ (на френски: Porte des Lilas) е френско-италиански филм от 1957 година, криминална драма на режисьора Рене Клер по негов сценарий в съавторство с Жан Аурел, базиран на романа на Рьоне Фале „La Grande Ceinture“ (1956).
В центъра на сюжета е бягащ от полицията известен гангстер, който се укрива в бедно предградие, където местен глуповат безделник ентусиазирано му помага, докато осъзнава, че той злоупотребява с доверието на момиче от квартала. Главните роли се изпълняват от Пиер Брасьор, Жорж Брасенс, Анри Видал, Дани Карел.
„Покрайнините на Париж“ е номиниран за наградите „Златен лъв“, „Оскар“ за най-добър чуждоезичен филм и Награда на БАФТА за най-добър филм.